# Carla Esparza
Carla Esparza, nata Carla Kristen O'Connell (Torrance, 10 ottobre 1987), è una lottatrice di arti marziali miste statunitense di origini ecuadoriane.
Combatte nella divisione dei pesi paglia per l'organizzazione UFC, nella quale è la campionessa di categoria dal 2022, titolo ottenuto vincendo l’incontro valido per il titolo dei paesi paglia contro Rose Namajunas ad UFC 274.
È stata la prima campionessa dei pesi paglia sia in UFC che in Invicta FC, promozione nella quale ha combattuto nel 2013.
È stata premiata Super Flyweight of the Year ai Women's Mixed Martial Arts Awards nel 2010 come la migliore tra i pesi mosca femminili, al tempo noti come "pesi supermosca", e Strawweight of the Year nel 2012.
Per il sito specializzato MMARising.com Esparza è la nona lottatrice più forte del mondo pound for pound, mentre per le classifiche unificate è la seconda lottatrice più forte del mondo nella categoria dei pesi paglia.

## Caratteristiche tecniche
Grazie al suo invidiabile background nella lotta Carla Esparza sfrutta principalmente il suo wrestling per portare l'avversaria a terra e controllarla dall'alto.
Si allena nel jiu jitsu brasiliano e riesce a finalizzare le proprie avversarie sia con sottomissioni, sia tramite ground and pound.
Di contro non è particolarmente resistente sulla lunga distanza, arrivando a stancarsi dopo i primi round.

## Carriera nelle arti marziali miste

### Inizi
Carla Esparza, figlia di padre messicano-statunitense e di madre ecuadoriana, cresce a South Bay in California, dove già dall'high school inizia a praticare sollevamento pesi per poi passare alla lotta libera, dove può così sfruttare la sua notevole forza e divenire competitiva anche contro i maschi.
Al Menlo College, sotto la guida dell'ex lottatore olimpico Lee Allen, ottiene importanti piazzamenti a livello nazionale e nel 2008 e 2009 diviene un'all-american.
Successivamente inizia ad allenarsi nel jiu jitsu brasiliano nella palestra di Ralek Gracie, e in seguito si perfeziona come lottatrice di MMA nel Team Oyama.
Esordisce come professionista nel febbraio 2010 con una veloce vittoria per KO tecnico contro Cassie Trost.
Lo stesso anno, sempre lottando in promozioni californiane, ottiene la sua seconda vittoria quando sottomette Karina Hallinan durante il secondo round.
Qualche mese dopo affrontò Lacey Schuckman, futura lottatrice Invicta FC che già vantava un record da professionista di 5-2: "Cookie Monster" portò il proprio record personale a 3-0 con un'altra vittoria per strangolamento nel secondo round.

### Bellator Fighting Championships
Nel 2010 la prestigiosa promozione Bellator mise in palio la cintura dei pesi paglia femminili con un torneo ad eliminazione diretta al quale presero parte otto lottatrici: una di queste, Angela Magana, diede forfait a causa di un infortunio e Carla Esparza ricevette la chiamata per sostituire la collega nei quarti di finale contro la leggenda Megumi Fujii, considerata la lottatrice più forte del mondo pound for pound; Carla ottenne la sua prima sconfitta in carriera, venendo sottomessa con una leva al braccio per mano della favoritissima rivale.
Più tardi vince un paio di incontri in promozioni minori contro avversarie meno esperte a livello professionistico e fa il suo ritorno in Bellator nel 2011 quando affronta una dei pesi paglia più forti del mondo in Jessica Aguilar, anch'essa eliminata dal torneo per il titolo del 2010: Esparza venne sconfitta ancora, ma questa volta l'incontro fu equilibrato e due giudici su tre assegnarono la vittoria alla rivale.
Lo stesso anno esordisce nella promozione XFC con la vittoria ai punti sulla popolare lottatrice Felice Herrig, sua futura compagna d'allenamento.
Sembrava che nel 2012 Esparza riuscisse finalmente ad affrontare Angela Magana, questa volta per il titolo dei pesi mosca MEZ Sports, ma il giorno stesso della sfida Magana ebbe un incidente automobilistico e non poté partecipare.

### Invicta Fighting Championships
Nel 2012 si unisce alla divisione dei pesi paglia nella neonata organizzazione statunitense Invicta FC, promozione solamente femminile che puntava a diventare la lega di riferimento delle WMMA.
Esordisce nel secondo evento Invicta FC 2: Baszler vs. McMann contro un'altra ex lottatrice Bellator, ovvero l'esperta Sarah Schneider, la quale vantava importanti vittorie in carriera su Julie Kedzie e Kaitlin Young ed aveva già debuttato in Invicta FC con successo: Esparza si impose sul finire della seconda ripresa per KO tecnico.
Nel suo secondo incontro affronta Lynn Alvarez, anch'essa una partecipante al torneo Bellator del 2010: per la seconda volta di fila Carla vinse per KO tecnico, sfruttando la sua eccelsa lotta libera per portare la rivale al suolo e poi passare al ground and pound.
Le ottime prestazioni nella promozione le valsero il ruolo di prima contendente al titolo di categoria che l'Invicta FC mise in palio per l'evento del 5 gennaio 2013, divisione quella dei pesi paglia ricca di talenti; inizialmente la rivale per la cintura doveva essere l'imbattuta campionessa della promozione giapponese Jewels Ayaka Hamasaki, ma quest'ultima dovette difendere il proprio titolo nel dicembre 2012 e quindi lasciò il posto ad un'altra lottatrice senza sconfitte, la brasiliana Cláudia Gadelha della Nova União di Rio de Janeiro, compagna di team dei campioni UFC José Aldo e Renan Barão; a poche settimane dal match Gadelha si ruppe il naso in allenamento e diede forfait: a quel punto l'Invicta cercò una contendente tra i pesi paglia impegnati nello stesso evento, come la thaiboxer scozzese Joanne Calderwood che si rifiutò di lottare per il titolo con così poco preavviso, e allora la scelta cadde sulla popolare lottatrice australiana Bec Hyatt.
Carla Esparza, nonostante delle lacune sulla condizione fisica nel tenere cinque round e sullo striking contro l'ottima boxe di Bec Hyatt, riuscì ad imporsi in tutte e cinque le riprese grazie alla sua eccellente lotta libera, divenendo così la prima campionessa dei pesi paglia Invicta FC.
In luglio avrebbe dovuto difendere il titolo contro Ayaka Hamasaki, ma Esparza stessa s'infortunò e la prima difesa della cintura venne posticipata a dicembre; Esparza avrebbe quindi dovuto affrontare Cláudia Gadelha, la quale aveva sconfitto la Hamasaki nella sfida atta a decretare la contendente al titolo, ma la sera stessa del match l'avversaria brasiliana non fu dell'incontro a causa di un'infezione; Esparza si presentò comunque all'evento Invicta FC 7: Honchak vs. Smith e sfidò apertamente l'imbattuta Tecia Torres che la sera stessa sconfisse nettamente Felice Herrig, compagna di squadra di Carla; inoltre pochi giorni dopo l'evento ebbe uno scontro verbale via Twitter con Cláudia Gadelha, accusandola di avere problemi nel tagliare il peso per rientrare nella categoria dei pesi paglia.
Quell'anno prese parte ai campionati panamericani di BJJ per le cinture blu, dove vinse la medaglia d'argento e pochi mesi dopo venne promossa a cintura viola.

### Ultimate Fighting Championship
Nel dicembre 2013 la prestigiosa promozione UFC mise sotto contratto 11 lottatrici dei pesi paglia Invicta FC allo scopo di creare la nuova divisione femminile nella promozione e di lanciare una stagione del reality show The Ultimate Fighter incentrata su tali atlete: Esparza fu tra le scelte di Dana White.
Nel primo turno del torneo The Ultimate Fighter: A Champion Will Be Crowned Carla supera l'inesperta Angela Hill per sottomissione alla prima ripresa.
Nei quarti di finale affronta e sconfigge ai punti la rivale Tecia Torres, la quale era stata reintegrata nel torneo dopo aver perso il match iniziale.
In semifinale batte anche l'amica ed ex campionessa dei pesi atomo Invicta FC Jessica Penne in un incontro al meglio dei tre round, ottenendo il favore dei giudici in ogni ripresa.
In finale affronta la giovane e talentuosa Rose Namajunas, la quale aveva impressionato maggiormente i fan durante il torneo rispetto alle prestazioni offerte da Esparza: Carla fece valere la maggior esperienza e la miglior lotta, dominando l'incontro a terra e sottomettendo l'avversaria durante la terza ripresa, divenendo così la prima campionessa dei pesi paglia nella storia dell'UFC, evento che a fine anno venne premiato Headline of the Year ai 2014 Women's Mixed Martial Arts Awards; quella sera ottenne anche il premio Performance of the Night.
A marzo del 2015 perde il titolo contro la polacca Joanna Jędrzejczyk, andando KO al secondo round. A metà del 2015 si sottopose ad un intervento chirurgico alla spalla, che la tenne fuori dalle competizioni per tutto l'anno.
Il 23 aprile 2016 sostituisce l'infortunata Jessica Aguilar, per poter affrontare la brasiliana Juliana Lima all'evento UFC 197. Dopo un incontro caratterizzato quasi esclusivamente sulla lotta a terra, la Esparza vinse per decisione unanime dimostrando una netta superiorità nel grappling.

## Risultati nelle arti marziali miste
Gli incontri segnati su sfondo grigio si riferiscono ad incontri di esibizione non ufficiali o comunque non validi per essere integrati nel record da professionista.
| Risultato | Record | Avversario         | Metodo                           | Evento                                            | Data              | Round | Tempo | Città                        | Note                                                  |
| --------- | ------ | ------------------ | -------------------------------- | ------------------------------------------------- | ----------------- | ----- | ----- | ---------------------------- | ----------------------------------------------------- |
| Sconfitta | 19-7   | Zhang Weili        | Sottomissione (rear-naked choke) | UFC 281: Adesanya vs. Pereira                     | 12 novembre 2022  | 2     | 1:05  | New York, Stati Uniti        | Perde il titolo dei pesi paglia UFC.                  |
| Vittoria  | 19-6   | Rose Namajunas     | Decisione (non unanime)          | UFC 274: Oliveira vs. Gaethje                     | 7 maggio 2022     | 5     | 5:00  | Phoenix, Stati Uniti         | Vince il titolo dei pesi paglia UFC.                  |
| Vittoria  | 18-6   | Yan Xiaonan        | KO tecnico (pugni)               | UFC Fight Night: Font vs. Garbrandt               | 22 maggio 2021    | 2     | 2:58  | Las Vegas, Stati Uniti       | Performance of the Night                              |
| Vittoria  | 17-6   | Marina Rodriguez   | Decisione (non unanime)          | UFC on ESPN: Whittaker vs. Till                   | 26 Luglio 2020    | 3     | 5:00  | Abu Dhabi, Emirati Arabi     |                                                       |
| Vittoria  | 16-6   | Michelle Waterson  | Decisione (non unanime)          | UFC 249: Ferguson vs. Gaethje                     | 9 Maggio 2020     | 3     | 5:00  | Jacksonville, Stati Uniti    |                                                       |
| Vittoria  | 15-6   | Alexa Grasso       | Decisione (maggioritaria)        | UFC Fight Night: Rodriguez vs. Stephens           | 21 Settembre 2019 | 3     | 5:00  | Città del Messico, Messico   | Fight of the Night                                    |
| Vittoria  | 14-6   | Virna Jandiroba    | Decisione (unanime)              | UFC Fight Night: Jacaré vs. Hermansson            | 27 Aprile 2019    | 3     | 5:00  | Sunrise, Stati Uniti         |                                                       |
| Sconfitta | 13-6   | Tatiana Suarez     | KO tecnico (pugni e gomitate)    | UFC 228: Woodley vs. Till                         | 8 Settembre 2018  | 3     | 4:33  | Dallas, Stati Uniti          |                                                       |
| Sconfitta | 13-5   | Cláudia Gadelha    | Decisione (non unanime)          | UFC 225: Whittaker vs. Romero 2                   | 9 Giugno 2018     | 3     | 5:00  | Chicago, Stati Uniti         |                                                       |
| Vittoria  | 13-4   | Cynthia Calvillo   | Decisione (unanime)              | UFC 219: Cyborg vs. Holm                          | 30 Dicembre 2017  | 3     | 5:00  | Paradise, Stati Uniti        |                                                       |
| Vittoria  | 12-4   | Maryna Moroz       | Decisione (unanime)              | UFC Fight Night: Chiesa vs. Lee                   | 25 Giugno 2017    | 3     | 5:00  | Oklahoma City, Stati Uniti   |                                                       |
| Sconfitta | 11-4   | Randa Markos       | Decisione (non unanime)          | UFC Fight Night: Lewis vs. Browne                 | 19 Febbraio 2017  | 3     | 5:00  | Halifax, Canada              |                                                       |
| Vittoria  | 11-3   | Juliana Lima       | Decisione (unanime)              | UFC 197: Jones vs. Saint Preux                    | 23 aprile 2016    | 3     | 5:00  | Las Vegas, Stati Uniti       |                                                       |
| Sconfitta | 10-3   | Joanna Jędrzejczyk | KO (pugni)                       | UFC 185: Pettis vs. dos Anjos                     | 14 marzo 2015     | 2     | 4:17  | Dallas, Stati Uniti          | Perde il titolo dei Pesi Paglia UFC                   |
| Vittoria  | 10-2   | Rose Namajunas     | Sottomissione (rear naked choke) | The Ultimate Fighter 20 Finale                    | 12 dicembre 2014  | 3     | 1:25  | Las Vegas, Stati Uniti       | Vince il titolo dei Pesi Paglia UFC                   |
| Vittoria  | NU     | Jessica Penne      | Decisione (unanime)              | The Ultimate Fighter 20                           | 10 dicembre 2014  | 3     | 5:00  | Las Vegas, Stati Uniti       | Torneo dei Pesi Paglia TUF 20, Semifinale             |
| Vittoria  | NU     | Tecia Torres       | Decisione (maggioranza)          | The Ultimate Fighter 20                           | 3 dicembre 2014   | 2     | 5:00  | Las Vegas, Stati Uniti       | Torneo dei Pesi Paglia TUF 20, Quarti di finale       |
| Vittoria  | NU     | Angela Hill        | Sottomissione (rear naked choke) | The Ultimate Fighter 20                           | 1º ottobre 2014   | 1     | 3:41  | Las Vegas, Stati Uniti       | Torneo dei Pesi Paglia TUF 20, Primo turno            |
| Vittoria  | 9–2    | Bec Hyatt          | Decisione (unanime)              | Invicta FC 4: Esparza vs. Hyatt                   | 5 gennaio 2013    | 5     | 5:00  | Kansas City, KS, Stati Uniti | Vince il titolo dei Pesi Paglia Invicta FC            |
| Vittoria  | 8–2    | Lynn Alvarez       | KO Tecnico (pugni)               | Invicta FC 3: Penne vs. Sugiyama                  | 6 ottobre 2012    | 1     | 2:53  | Kansas City, KS, Stati Uniti |                                                       |
| Vittoria  | 7–2    | Sarah Schneider    | KO Tecnico (pugni)               | Invicta FC 2: Baszler vs. McMann                  | 28 luglio 2012    | 2     | 4:28  | Kansas City, KS, Stati Uniti | Debutto in Invicta FC                                 |
| Vittoria  | 6–2    | Felice Herrig      | Decisione (unanime)              | XFC 15: Tribute                                   | 2 dicembre 2011   | 3     | 5:00  | Tampa, Stati Uniti           |                                                       |
| Sconfitta | 5–2    | Jessica Aguilar    | Decisione (non unanime)          | Bellator XXXXVI                                   | 25 giugno 2011    | 3     | 5:00  | Hollywood, Stati Uniti       |                                                       |
| Vittoria  | 5–1    | Yadira Anzaldua    | Sottomissione (rear naked choke) | ECSC: Friday Night Fights 3                       | 15 aprile 2011    | 1     | 0:53  | Clovis, Stati Uniti          |                                                       |
| Vittoria  | 4–1    | Nina Ansaroff      | Decisione (non unanime)          | Crowbar MMA: Winter Brawl                         | 10 dicembre 2010  | 3     | 5:00  | Grand Forks, Stati Uniti     |                                                       |
| Sconfitta | 3–1    | Megumi Fujii       | Sottomissione (armbar)           | Bellator XXIV                                     | 12 agosto 2010    | 2     | 0:57  | Hollywood, Stati Uniti       | Torneo dei Pesi Paglia Bellator III, Quarti di finale |
| Vittoria  | 3–0    | Lacey Schuckman    | Sottomissione (rear naked choke) | NMEF / RMBB - Ladies Night: Clash of the Titans 8 | 16 luglio 2010    | 2     | 2:37  | Castle Rock, Stati Uniti     |                                                       |
| Vittoria  | 2–0    | Karina Hallinan    | Sottomissione (rear naked choke) | Long Beach Fight Night 8                          | 18 aprile 2010    | 2     | 2:16  | Long Beach, Stati Uniti      |                                                       |
| Vittoria  | 1–0    | Cassie Trost       | KO Tecnico (pugni)               | Respect in the Cage 3                             | 19 febbraio 2010  | 1     | 0:48  | Pomona, Stati Uniti          |                                                       |

## Curiosità
- Durante il suo periodo in Invicta FC Esparza vestiva un singlet da lotta sponsorizzato da varie aziende, tra queste Alienware.
- Il suo soprannome, Cookie Monster, viene dal nome originale di Pasticcino, un personaggio del programma televisivo Sesamo apriti.